# District de Kara-Kulja
Le district de Kara-Kulja (en kirghize (langue) : Кара-кулжа району) est un raion de la province d'Och dans l'extrême sud du Kirghizistan. Son chef-lieu est le village de Kara-Kulja. Sa superficie est de 5 813 km2, et 87 691 personnes y résidaient en 2009. Il est frontalier avec le Tadjikistan.

## Communautés rurales et villages
Le district de Kara-Kulja est constitué de 49 villages regroupés en 12 communautés rurales (aiyl okmotu), :
1. Alaykuu (villages Kök-Art, Kan-Korgon, Saytalaa)
2. Kapchygay (villages Sary-Bee, Kara-Tash, Terek-Suu, Nichke-Suu)
3. Kengesh (villages Kengesh, Por)
4. Karaguz (villages Jangy-Talaa, Altyn-Kürök, Jetim-Döbö, Kalmatay, Kara-Jygach, Nasirdin)
5. Kara-Kochkor (villages Kara-Kochkor, Ak-Kyya, Sary-Bulak)
6. Kara-Kulja (villages Kara-Kulja, Biy-Myrza (anciennement Tel'man), Pervoye-Maya, Sary-Kamysh)
7. Kyzyl-Jar (villages Kyzyl-Jar, Kayyn-Talaa, Koo-Chaty, Terek, Chachyrkanak, Kuyotash)
8. Ylay-Talaa (villages Ylay-Talaa, Say, Sharkyratma, Jylkol, Sary-Tash)
9. Oytal (villages Oytal, Köndük)
10. Sary-Bulak (villages Sary-Bulak, Kara-Bulak, Konokbay-Talaa, Kyzyl-Bulak, Sary-Küngöy, Tegerek-Saz, Toguz-Bulak)
11. Chalma (villages Tokbay Talaa, Buyga)
12. Kashka-Jol (villages Jangy-Talap, Jiyde, Oktyabr, Togotoy (anciennement Kirov), Yntymak)